# Unthinkable - Gli ultimi sopravvissuti
Unthinkable - Gli ultimi sopravvissuti (Den blomstertid nu kommer) è un film del 2018 diretto da Victor Danell.

## Trama
La Svezia è sotto assedio a causa di una misteriosa milizia e un ragazzo, Alex, è appena tornato nella sua città natale dove dovrà cercare di sopravvivere, riconciliarsi con suo padre e andare alla ricerca di Anna, il suo amore di infanzia.

## Distribuzione
Il film è stato distribuito a partire dal 15 aprile 2018.